# Irshad
Irshad is een winkelketen die elektronica en huishoudelijke apparaten verkoopt in Azerbeidzjan.
Het bedrijf werd in 2000 opgericht door Rashad Garibov onder de naam I&R Telecom. In 2022 zijn er winkels in 44 steden en regio's, waaronder Bakoe en Sumgayit, en meer dan 700 dealers.

## Geschiedenis
Irshad is in 2000 opgericht in Bakoe onder de naam I&R Telecom. Sinds 2003 is het bedrijf gegroeid door het aantal winkels in de hoofdstad en regio's te vergroten.
Eind 2007 kreeg I&R Telecom een nieuwe naam en veranderde de naam in Irshad Telecom. Vanaf 2018 blijft het bedrijf opereren onder de naam "Irshad Electronics" en begint het met de verkoop van elektronische producten. Vanaf 1 maart 2021 blijft het opereren onder de naam "Irshad".

## Vestigingen
Irshad heeft meer dan 44 vestigingen in Bakoe en omliggende dorpen, Khirdalan, Sumgayit, Ganja, Mingachevir, Barda, Goychay, Lankaran, Imishli, Guba, Gabala, Masalli, Shamkir, Khachmaz, Tovuz, Sabirabad, Cəlilabad, Ağcabədi, Yevlax-regio's werkt met een winkel.

## Onderscheidingen
- Achievement Award voor prestaties in Electronics Store Chain (2003)[4][5]
- "Succes" award in de nominatie "Beste Dealer van het Jaar" (2008-2009)[4]
- "Succes"-prijs en de prijs van het jaar in 2011 (2010-2012)[4]